# Концевой выключатель

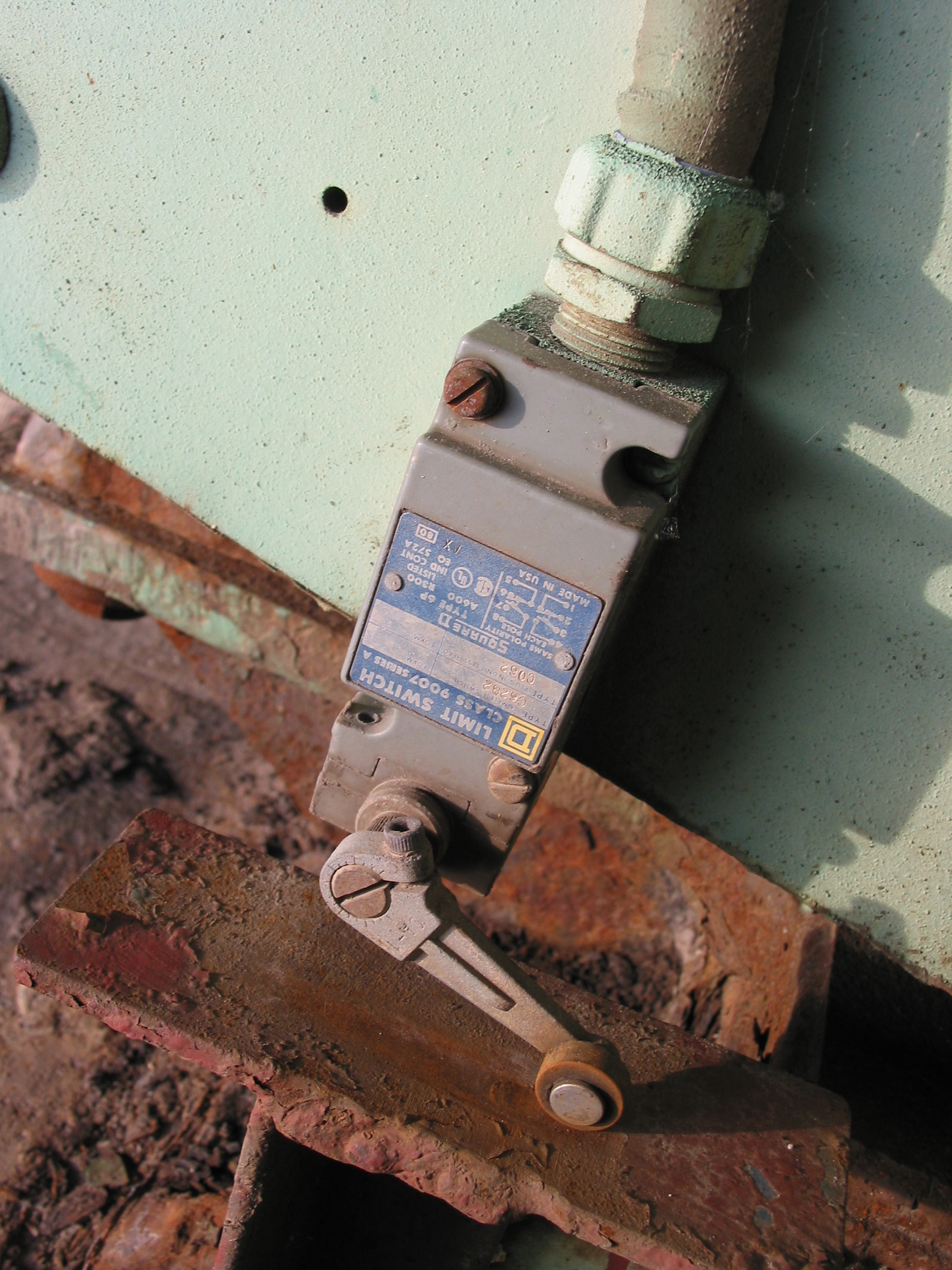
Концевой выключатель

Концевой (путевой) выключатель, путевой датчик  — датчик сближения, переключающий электрические цепи при достижении объектом определенных точек контролируемого пути. Может срабатывать как при механическом контакте с объектом, так и иметь в составе бесконтактные преобразователи (индуктивные, емкостные, оптические и т.д.) для контроля достижения объектом точки пути. Поворотные переключатели являются разновидностью путевых переключателей. Чувствительный элемент (преобразователь) путевых выключателей преобразует перемещение контролируемого объекта в иную физическую величину. Релейный элемент преобразует непрерывный сигнал чувствительного элемента в дискретный сигнал состояния выключателя. На контролируемом объекте может быть закреплен специальный управляющий элемент.:4
Концевые выключатели с механическим воздейстием на контакты являются очень простыми, но очень надежными датчиками сближения. Однако, они имеют ряд недостатков: высокую механическую нагрузку на движущиеся объекты, гистерезис и т.д.:278

## Позиционный выключатель
Чаще всего применяются на автоматизированных линиях для ограничения перемещения объектов (в том числе как аварийные), в грузоподъемных машинах. Выключатель изменяет свое состоянии при заданных положениях перемещающихся относительно него подвижных чатей механизмов. При достижении крайних положений отключает питание приводного электродвигателя.

## Рельсовый транспорт

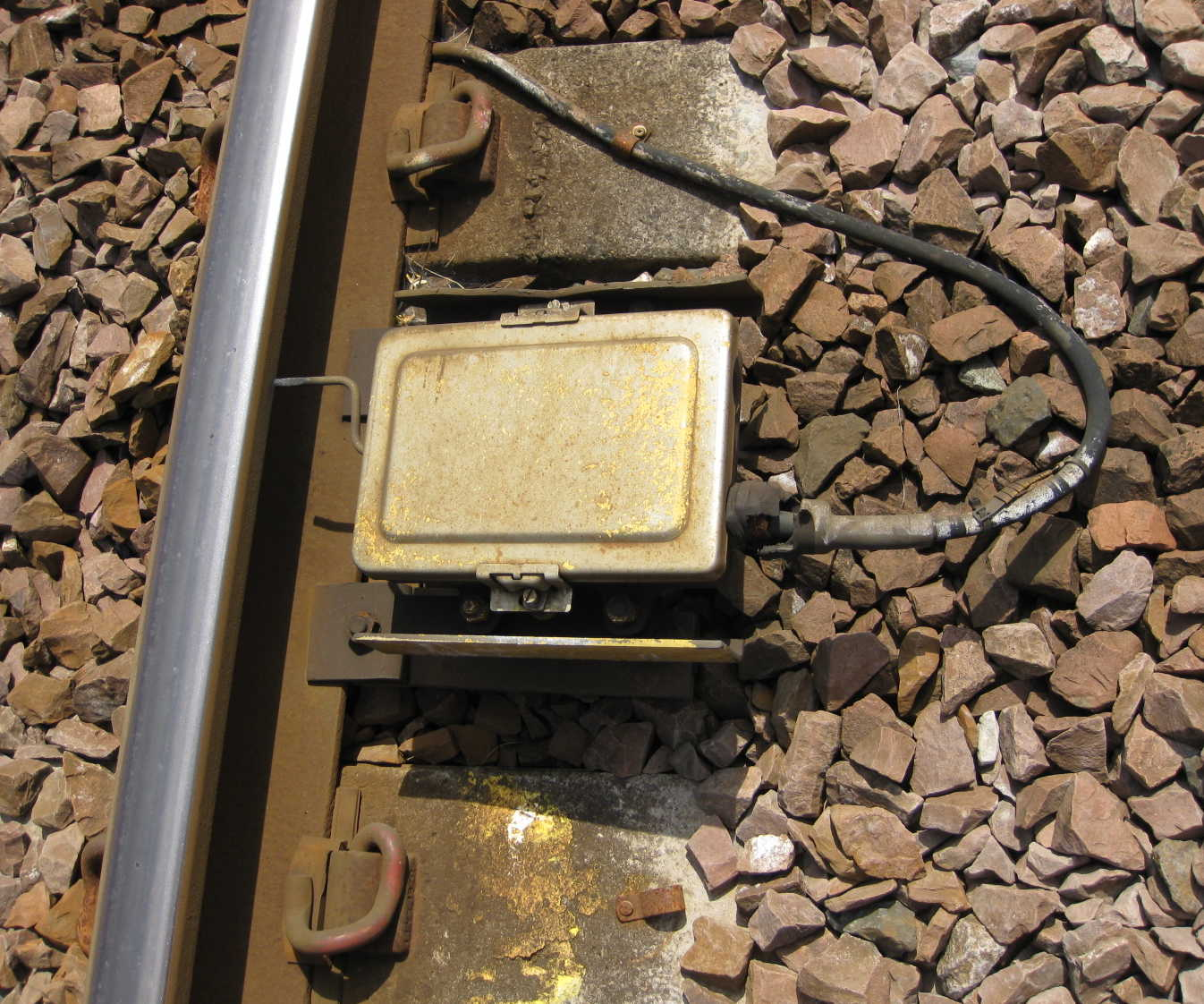
Путевая педаль

На железнодорожном транспорте, метрополитене для контроля прохождения вагонов используют точечные путевые датчики, путевые педали. Путевой приемник, включенный в рельсовую цепь, сигнализирует о наличии или отсутствии подвижного состава в её пределах.
С помощью автоматического считывания информации с бортовых кодовых датчиков, установленных на подвижном составе, напольные считывающие приемные устройства могут получать информацию о номерах и движении вагонов, локомотивов, контейнеров и т.д.